# General Manuel Belgrano
General Manuel Belgrano é um município da Argentina, localizada na província de Formosa